# Un caso senza soluzione
Un caso senza soluzione (Mystery Woman) è un film per la TV del 2003 diretto da Walter Klenhard.

## Trama
Samantha è una ragazza che adora i libri gialli. Molto presto si rende conto di doversi servire della sua fantasia e intelligenza.
Tutto inizia quando eredita dallo zio defunto la sua libreria in cui gli unici libri presenti sono "intrisi" di omicidi e situazioni complicate da districare, proprio il genere adorato dalla ragazza.
Successivamente riceve un invito dal suo ex professore, padre dell'amica Tracy, ad un party per festeggiare l'imminente uscita del suo nuovo libro tratto da un fatto realmente accaduto e che sarebbe risultato piuttosto scomodo a molte persone.
Ma ancor prima che la festa prende avvio viene travolta dagli eventi...